# Sân bay Tam Gia Tử Tề Tề Cáp Nhĩ
Sân bay Tam Gia Tử Tề Tề Cáp Nhĩ (IATA: NDG, ICAO: ZYQQ) là một sân bay nội địa hỗn hợp quân sự và dân sự gần Tề Tề Cáp Nhĩ, tỉnh Hắc Long Giang, Cộng hòa Nhân dân Trung Hoa. Sân bay này có một đường băng phủ bê tông 17/35, 2600 m x 45 m, xếp hạng PCN 045/R/B/X/T.
Toạ độ: 47°14′22,66″B 123°55′5,27″Đ / 47,23333°B 123,91667°Đ.

## Các hãng hàng không và các điểm đến
| Hãng hàng không         | Các điểm đến                      |
| ----------------------- | --------------------------------- |
| Air China               | Bắc Kinh - Thủ đô                 |
| China Southern Airlines | Quảng Châu, Thượng Hải - Phố Đông |
| Hainan Airlines         | Bắc Kinh - Thủ đô                 |
| Shenzhen Airlines       | Cáp Nhĩ Tân, Mạc Hà               |